# America (chanson de Gianna Nannini)
Pour les articles homonymes, voir America.

America est une chanson de la chanteuse-compositrice toscane Gianna Nannini, écrite avec Mauro Paoluzzi et produite par Michelangelo Romano, le premier single de l'album California sorti en 1979.
America a été le premier succès de Gianna Nannini, classé à la troisième place des singles les plus vendus en Italie. Les paroles controversées de la chanson, un hymne à la masturbation masculine et féminine, ont grandement contribué au succès du single. La couverture de l'album (conçue par Mauro Convertino, auteur d'autres reprises célèbres) représente la statue de la Liberté tenant un vibromasseur rayé et étoilé aux couleurs du drapeau américain, en lieu et place de la torche canonique.
C'est avec cet hymne que la chanteuse affirmera son identité culturelle. Elle connait un premier succès en Allemagne et y rencontre Conny Plank qui après avoir travaillé avec les Kraftwerk lui apporte une nouvelle direction artistique à travers la musique électronique.
Ce titre phare de Gianna Nannini est joué en live dans toutes ses tournées depuis 1979.
Le titre est sorti également en version longue et remixée en 1979 sur Maxi 45 Tours pour le marché Allemand.